# Wodzenie niedźwiedzia

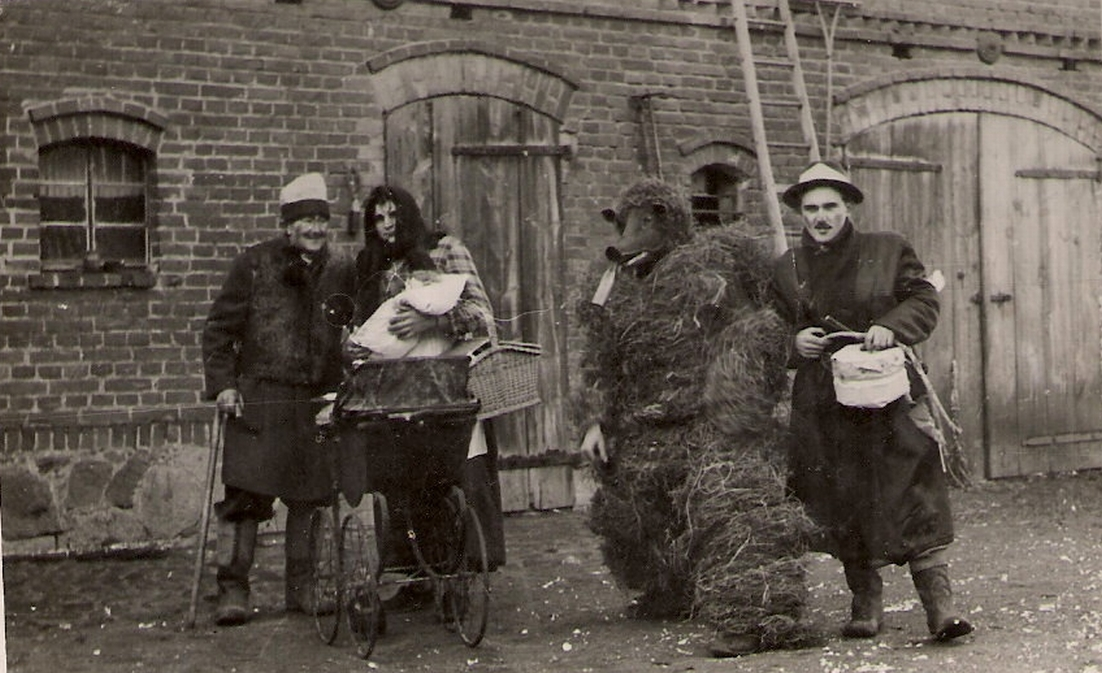
Zapusty w Podmoklach Wielkich – lata 50

Wodzenie niedźwiedzia – tradycja karnawałowa, rozpowszechniona przejściowo w całej Słowiańszczyźnie, niegdyś kultywowana także na wsiach polskich.

## Polska

### Śląsk
Wodzenie niedźwiedzia (czasem nazywane też Wodzeniem Bera) odbywa się jeszcze do dzisiaj na terenach Górnego Śląska, a zwłaszcza w województwie opolskim.
Barwny korowód złożony z przebierańców chodzi przez wieś od domu do domu, prowadząc na postronku niedźwiedzia. Niedźwiedź (miś, ber) obwiązany jest w grochowiny lub słomiane powrósła plecione w warkocze, na głowie ma wysoką słomianą czapę z dzwoneczkiem. Inną odmianą ubioru był zestaw złożony z kożucha odwróconego włosiem na wierzch i futrzanej czapki na głowie.
Typowy skład orszaku to: młoda para, kominiarz, lekarz, leśnik, diabeł, ksiądz, aptekarz, cyganka, wielbłąd (kamela), policjant, rzeźnik, muzykanci (akordeon, bęben), druhny i drużbowie, złodziejka, gazeciarz.
Młoda para ma za zadanie zaprosić gospodarzy na swe wesele (zabawę ostatkową), strażak sprawdza czy gospodarstwo jest zabezpieczone przed pożarem (wystawia mandaty), policjant pilnuje porządku (karze grzywną), złodziejka kradnie jedzenie (chleb, ser ze stołu), lekarz bada domowników (wypisuje recepty), aptekarz wydaje leki, cyganka wróży z kart, kominiarz sprawdza komin i piec (smaruje sadzami), muzykanci grają (gospodyni musi tańczyć z niedźwiedziem).
Gospodyni odwiedzanego domu powinna zatańczyć z niedźwiedziem, gdyż wróży to szczęście na cały rok. Gospodarz z kolei powinien poczęstować wodzących niedźwiedzia wódką. W razie próby wymigania się od tych powinności, diabeł bądź kominiarz smarują gospodarzom twarze sadzą. Gospodarze, w ramach podziękowań za odwiedziny, składają wolne datki bądź też częstują słodyczami.
Wieczorem odbywa się zabawa ostatkowa, gdzie dawniej zabijano niedźwiedzia oraz pito niedźwiedzią krew (wino).
Jednym z pierwszych, którzy wspominali o wodzeniu niedźwiedzia był Józef Lompa w 1842 roku. Przypuszcza on, że zwyczaj ten sięga XIV lub XV wieku, kiedy to na Śląsku można było jeszcze spotkać niedźwiedzie, siejące czasami spustoszenie w zagrodach chłopskich. Obecnie, kiedy korowód zbliża się do domostwa, jego domownicy próbują wykupić się od nieszczęść pieniędzmi, słodyczami czy alkoholem. Dawniej wykupywali się jajkami, piernikiem czy mąką.
Wodzenie niedźwiedzia odbywa się najczęściej w przedostatnią sobotę karnawału.
Grupa wodząca niedźwiedzia bardzo często płata różne drobne figle – zatrzymuje samochody by wręczyć "mandaty" za nieistniejące przewinienia jak zbyt mocno napompowane opony etc. Mandaty te są w rzeczywistości zaproszeniami na sąd nad niedźwiedziem.
Sąd nad niedźwiedziem ma miejsce w ostatnią sobotę karnawału i jest zakończeniem wodzenia. Przebierańcy, wraz z mieszkańcami wsi spotykają się na zabawie karnawałowej, której ważnym elementem jest dokonanie osądu na niedźwiedziu – sprawcy wszelkich nieszczęść. Wspólną decyzją mieszkańców niedźwiedź musi zostać zabity. Wyrok wykonuje myśliwy – niedźwiedź przy wielkim huku pada martwy na podłogę. Zgon musi poświadczyć lekarz bądź pielęgniarka, obecni na zabawie. Choć niedźwiedź jest martwy okazuje się, że ma on potomka – małego misia (najczęściej jest to pluszowa zabawka), który jest gwarantem, że tradycja nie zginie i za rok w karnawale znów będzie się wodzić niedźwiedzia. Wodzenie Niedźwiedzia odbywa się również w Kopienicy, natomiast w Łubiu wodzi się Niedźwiedzicę. Obie miejscowości sąsiadują ze sobą - sąd nad parą Niedźwiedzi odbywa się podczas wieczornej zabawy w sali parafialnej w Łubiu.

Tradycje śląskie - bery
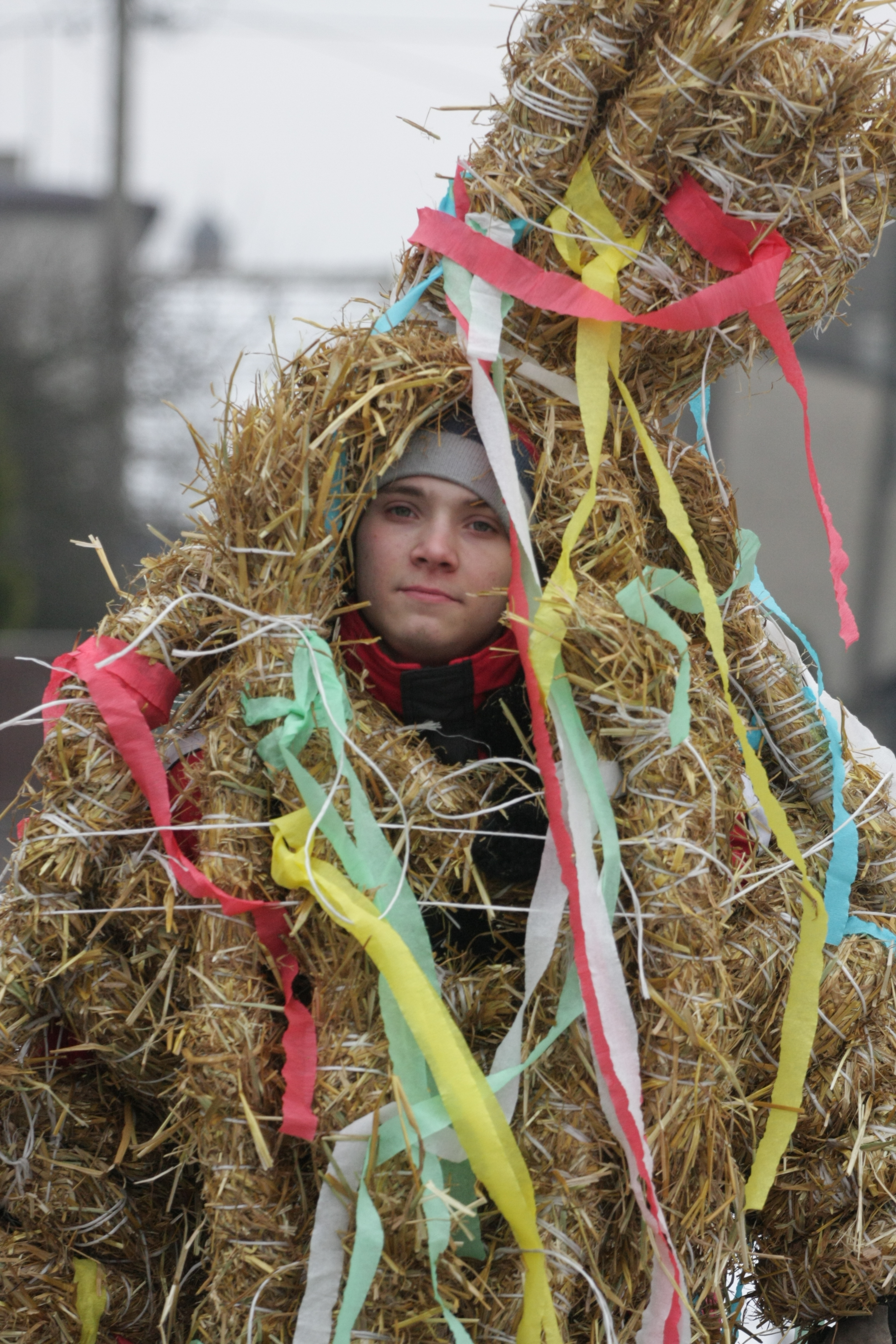
Droniowice
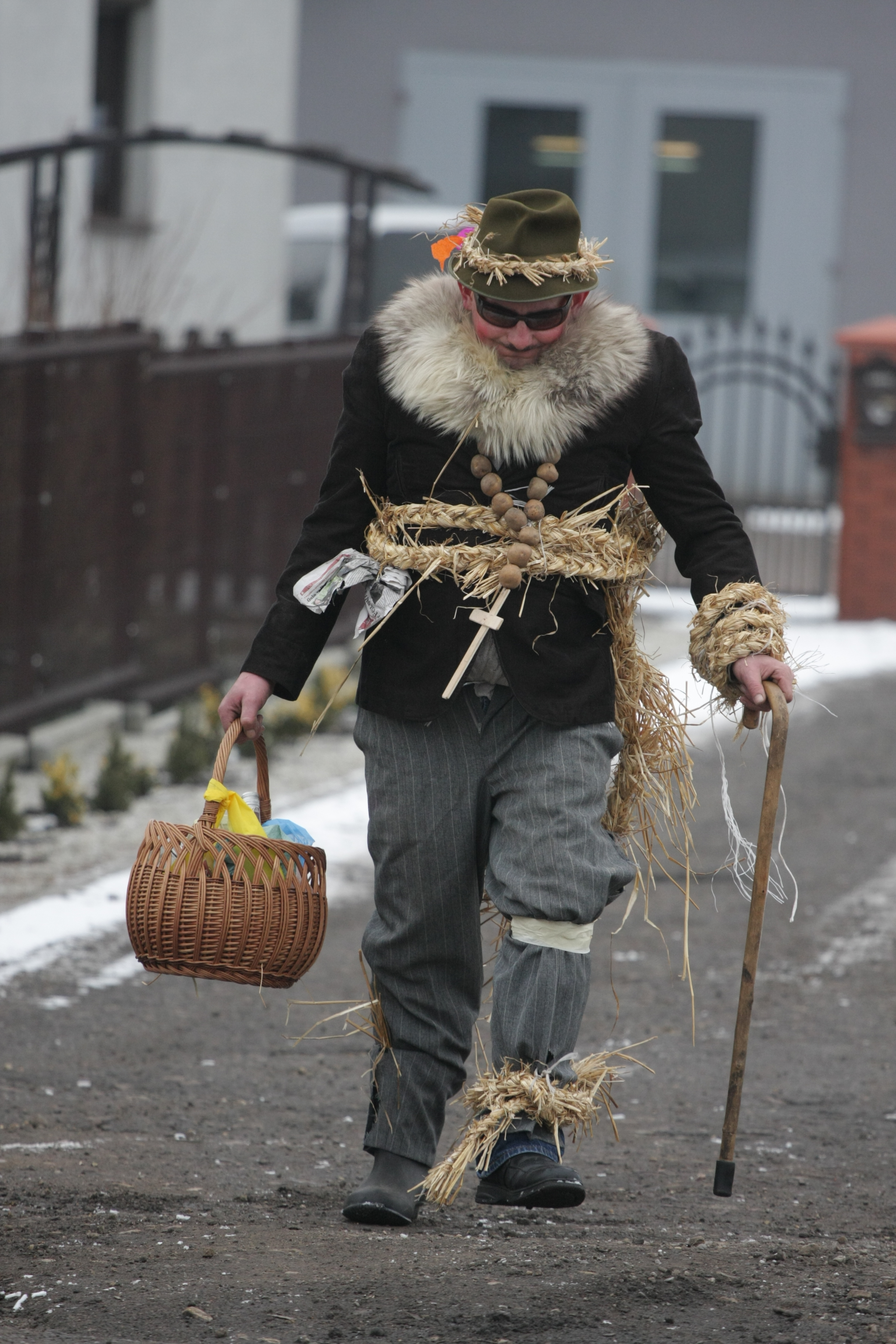
Chwostek
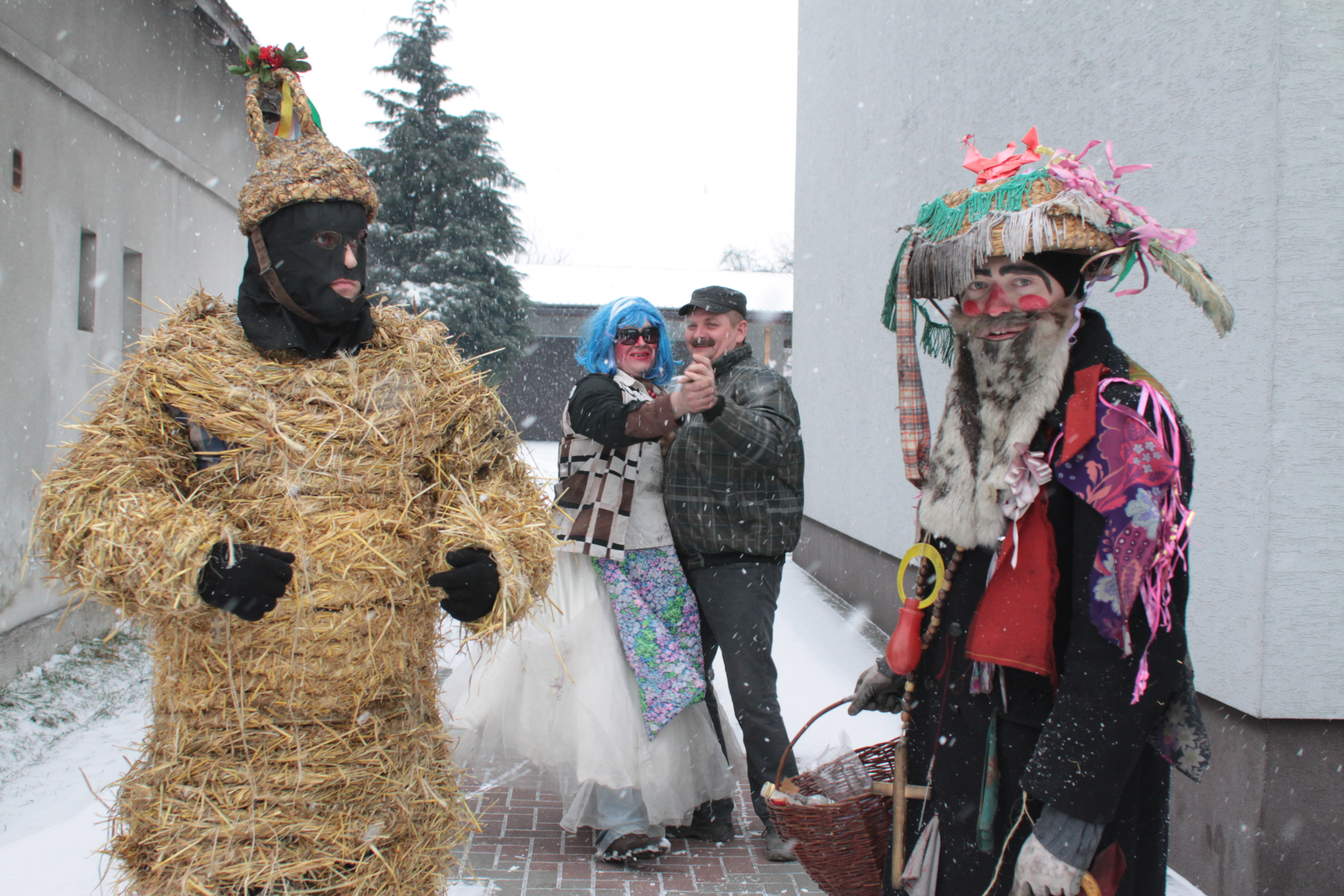
Kochanowice
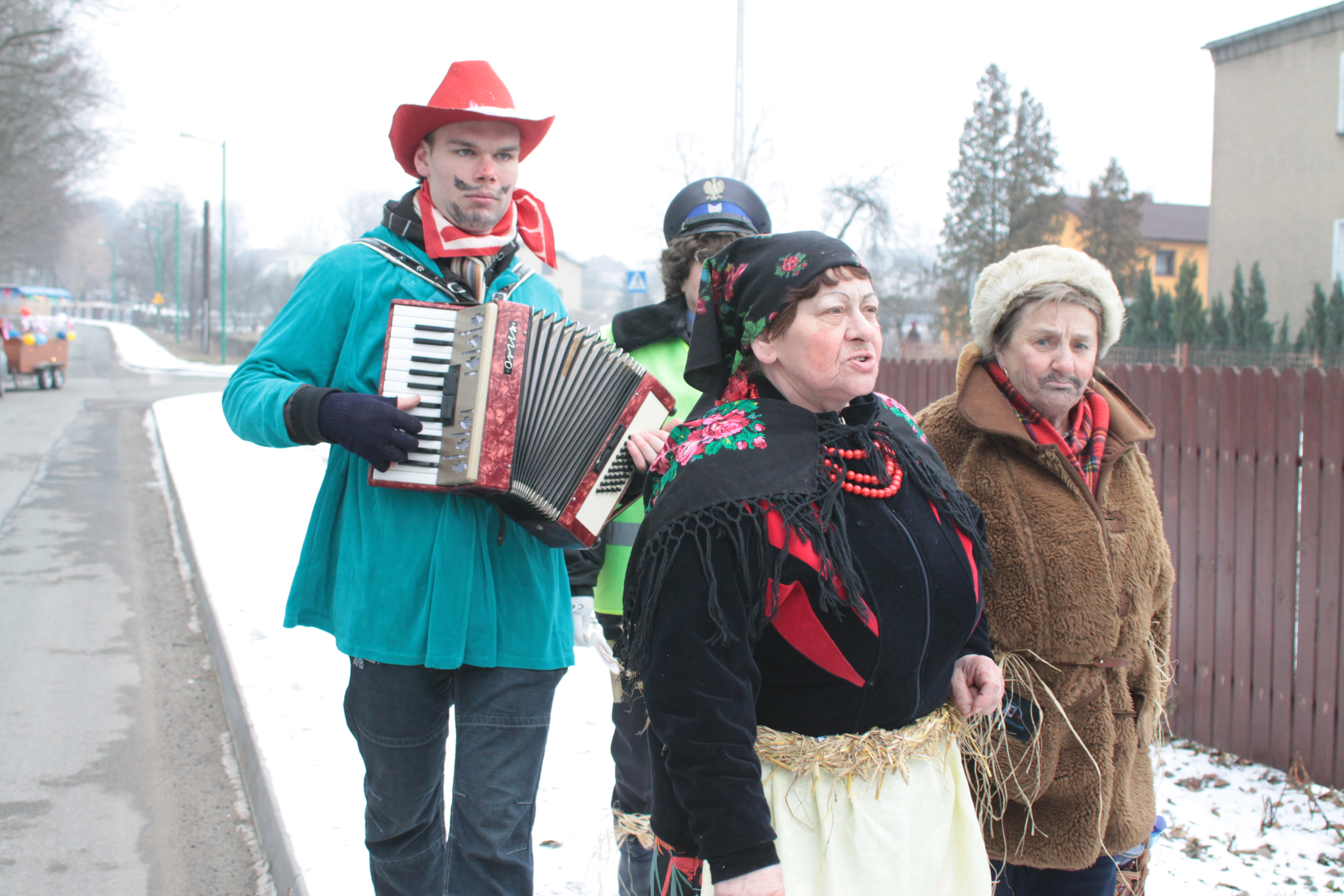
Kochcice

### Wielkopolska
W ostatki (zapusty) czyli ostatnie dni przed Popielcem po wsiach chodziły grupy przebierańców, z takimi postaciami jak Niedźwiedź, owinięty w grochowiny i słomę oraz Baba, Dziad, Cygan, Kominiarz, Piekarz, Policjant, Szewc, Ułan, Żyd. Nazywane są maszkarami zapustnymi, w okolicach Poddębic we wschodniej Wielkopolsce do dziś używa się nazwy miśki lub niedźwiedzie. W zachodniej części regionu funkcjonuje nazwa siwki, a w okolicach Gniezna, Żnina i Wrześni – koziołki, podkoziołki.

## Rosja, Litwa, Białoruś, Ukraina

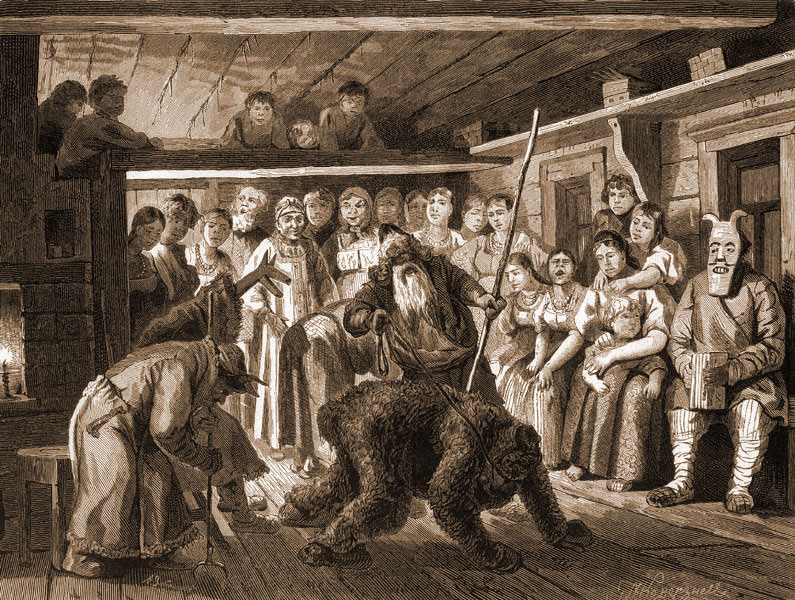
Niedźwiedź, Dziad, Starucha, Koza - Rosja XIX w.

W okresie noworocznym po wsiach przechodzą korowody z przebranym  niedźwiedziem na uwięzi oraz postacią kozy. W dawnych czasach częste były korowody z żywym niedźwiedziem prowadzonym przez człowieka, a także Taniec niedźwiedzia w składzie grupy tzw. skoromochów. Przygotowywane są potrawy dla niedźwiedzia takie jak mamałyga czy pieróg, dla przekupienia go by nie niszczył dobytku ludzi. Niedźwiedź zapraszany jest także na obiad na Maslenicę.
Obyczaje te związane są z silnym dawniej kultem niedźwiedzia, jako zwierzęcia potężnego, prawego - mogącego ochronić przed siłą nieczystą, diabłem. W mitach większości ludów Europy, Azji i Ameryki niedźwiedź pojawia się jako bóstwo, bohater, duch ochraniający.

## Słowianie Południowi
W styczniu na św. Saaby 14 stycznia w Serbii i Bułgarii dla ochrony przed najściem niedźwiedzia wystawia się mu na noc gotowaną kukurydzę, czyli mamałygę, ziarna kukurydzy lub chleb.